# Zatrachydidae
Zatrachydidae (a veces escrito erróneamente como Zatracheidae) es un grupo extinto de temnospóndilos que vivieron desde comienzos del período Carbonífero hasta comienzos del período Pérmico, distribuyéndose en lo que hoy es Norteamérica y Europa. Zatrachydidae. Los zatraquídidos se distinguen por sus protuberancias óseas laterales en el hueso cuadratoyugal en el cráneo, y una gran abertura en el paladar. El cráneo es aplanado, con pequeñas órbitas oculares situadas hacia atrás. La abertura en el paladar puede haber alojado una glándula para producir una sustancia pegajosa que haría que las presas se adhirieran a la lengua. De ser así, esto indicaría que estos animales pasaban buena parte de su tiempo en tierra.

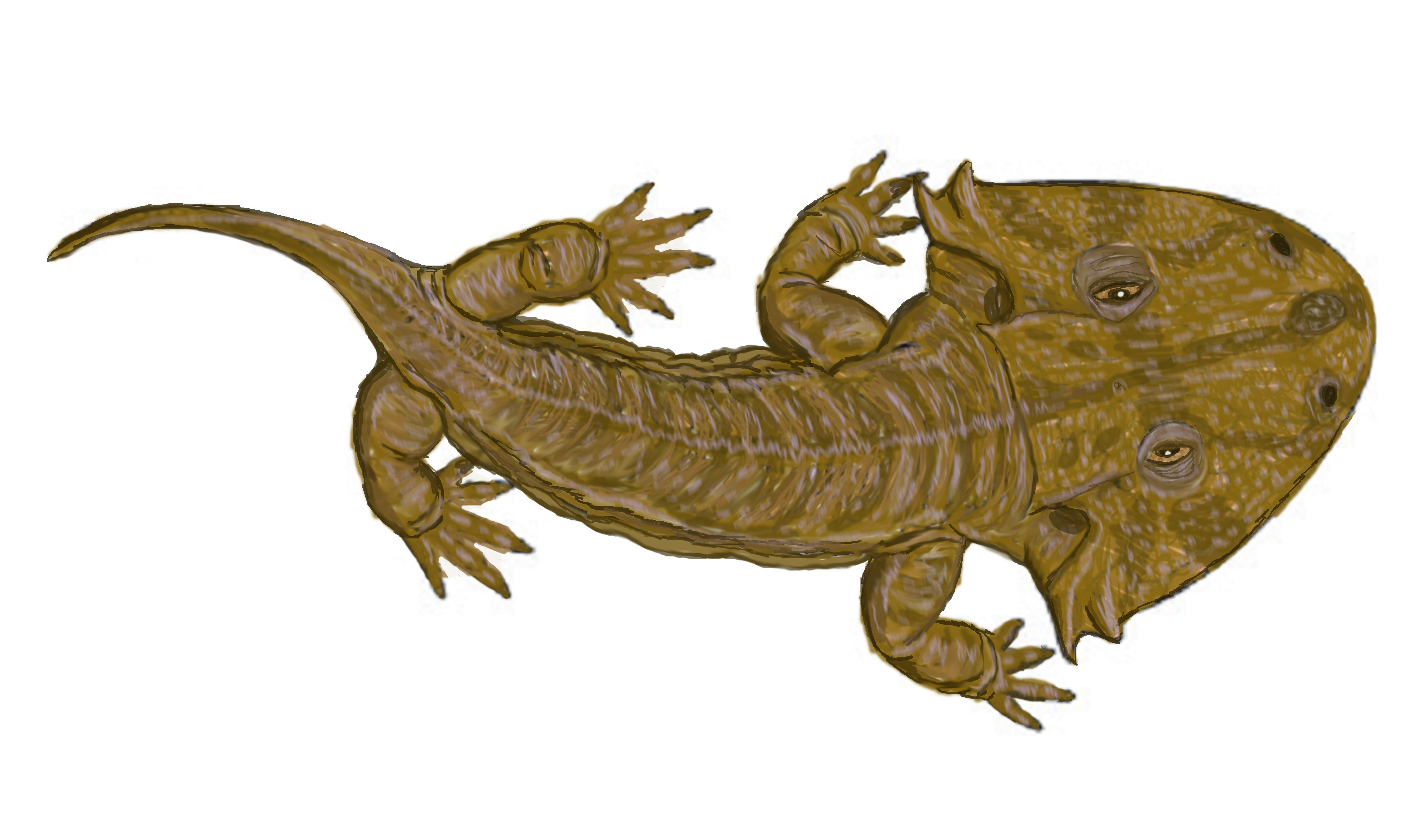
Acanthostomatops vorax.

## Descripción
Los zatraquídidos son uno de los varios grupos de temnospóndilos que se sabe experimentaban una metamorfosis para alcanzar la adultez. El primer zatraquídido conocido, Zatrachys, es conocido a partir de varios especímenes adultos grandes con grandes espinas y una extensa cobertura de agujeros y surcos en su cráneo. Otro miembro de la familia, Acanthostomatops, es conocido de especímenes tanto adultos como larvales. Las larvas más pequeñas tenían tres pares de huesos ceratobranquiales detrás de sus cráneos, los cuales pudieron haber apoyado sus branquias. Estas tenían vértebras inusualmente bien desarrolladas con los centros osificadas. Las larvas tenían cráneos redondeados con bordes lisos. Las espinas se desarrollaban durante la metamorfosis, y ya que los zatraquídidos continuaban creciendo en su adultez, los agujeros y surcos de sus cráneos crecían más y la muesca ótica en la parte posterior del cráneo se volvía más ancha. Estas muescas probablemente albergaban membranas llamadas tímpanos, los cuales sirven a los anfibios actuales para oír. Las coanas también se volvían más grandes durante la metamorfosis, y se distinguen por su forma irregular, la cual difiere de la forma circular vista en otros temnospóndilos. Los zatraquídidos también poseen un agujero en el centro de sus paladares llamado la fontanela intervomerina, que se expandía durante la metamorfosis. Este agujero en las ranas y salamandras actuales se asocia con un órgano conocido como la glándula intermaxilar, la produce secreciones que hacen a la lengua pegajosa. Esta glándula pudo haber estado presente en los zatraquídidos.